# Mühlhäuser Kirmes

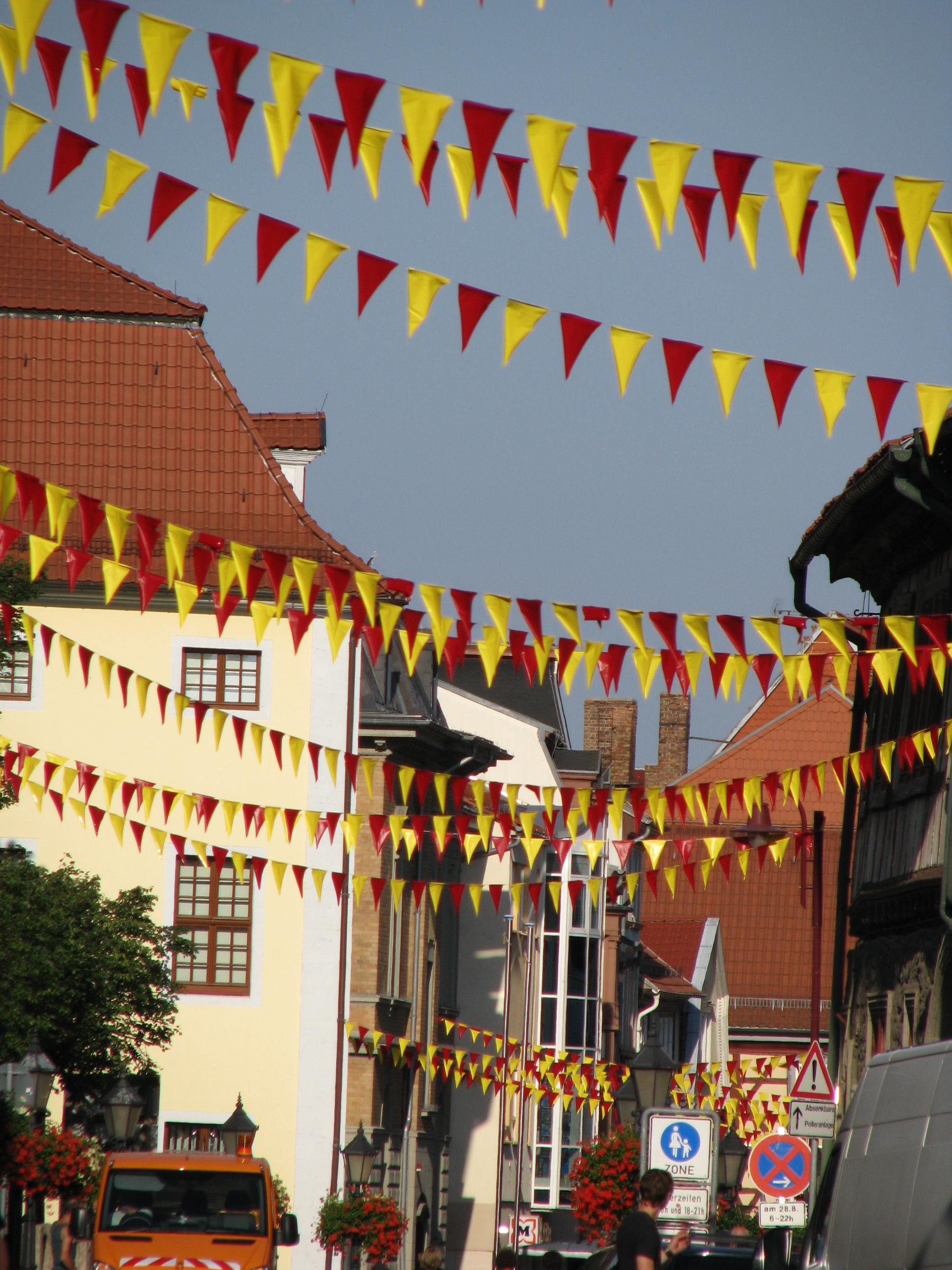
Kirmesfähnchen prägen zur Kirmeszeit Mühlhausens Innenstadt

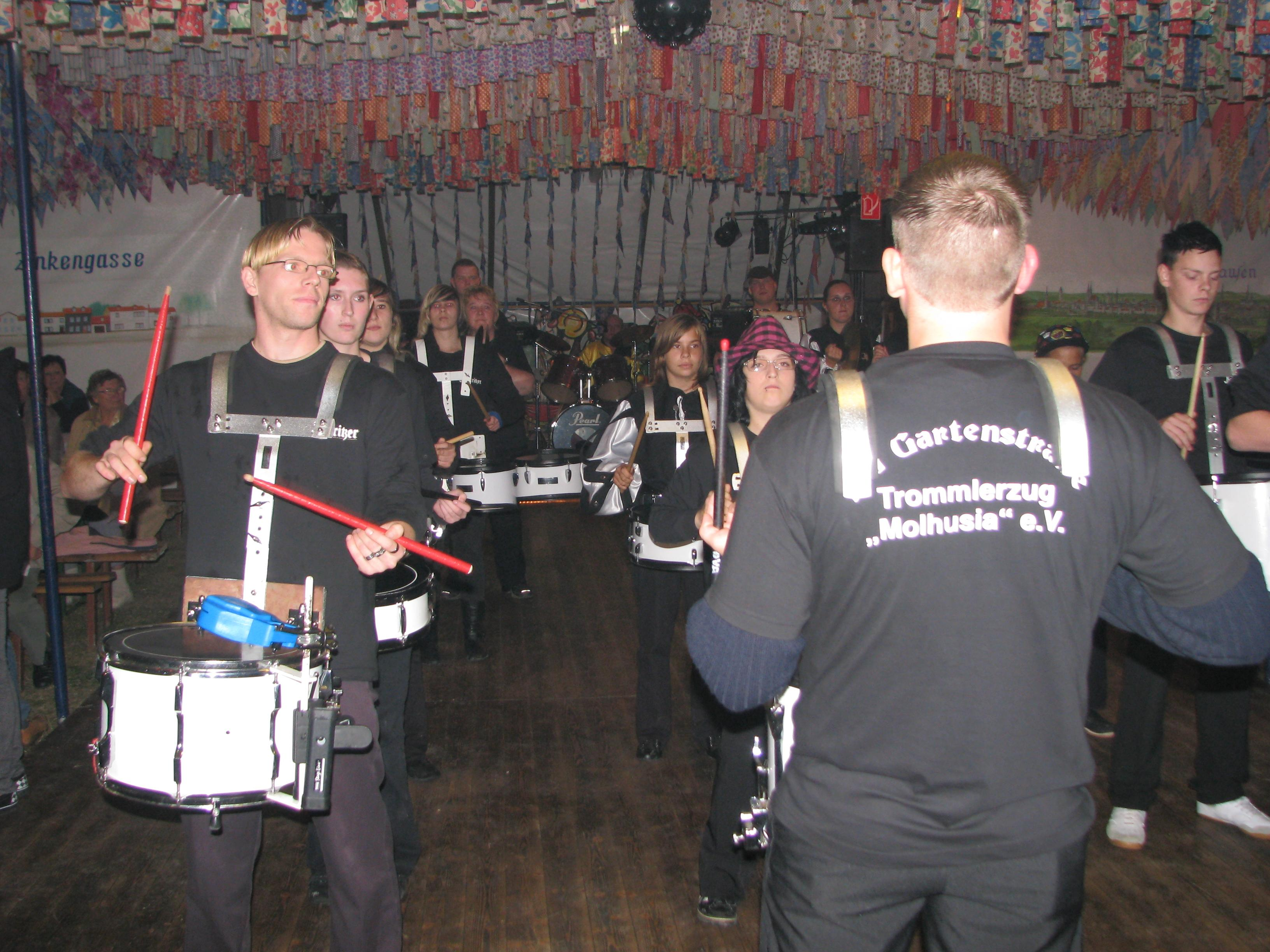
Trommlerzug bei den Feierlichkeiten einer Mühlhäuser Kirmesgemeinde

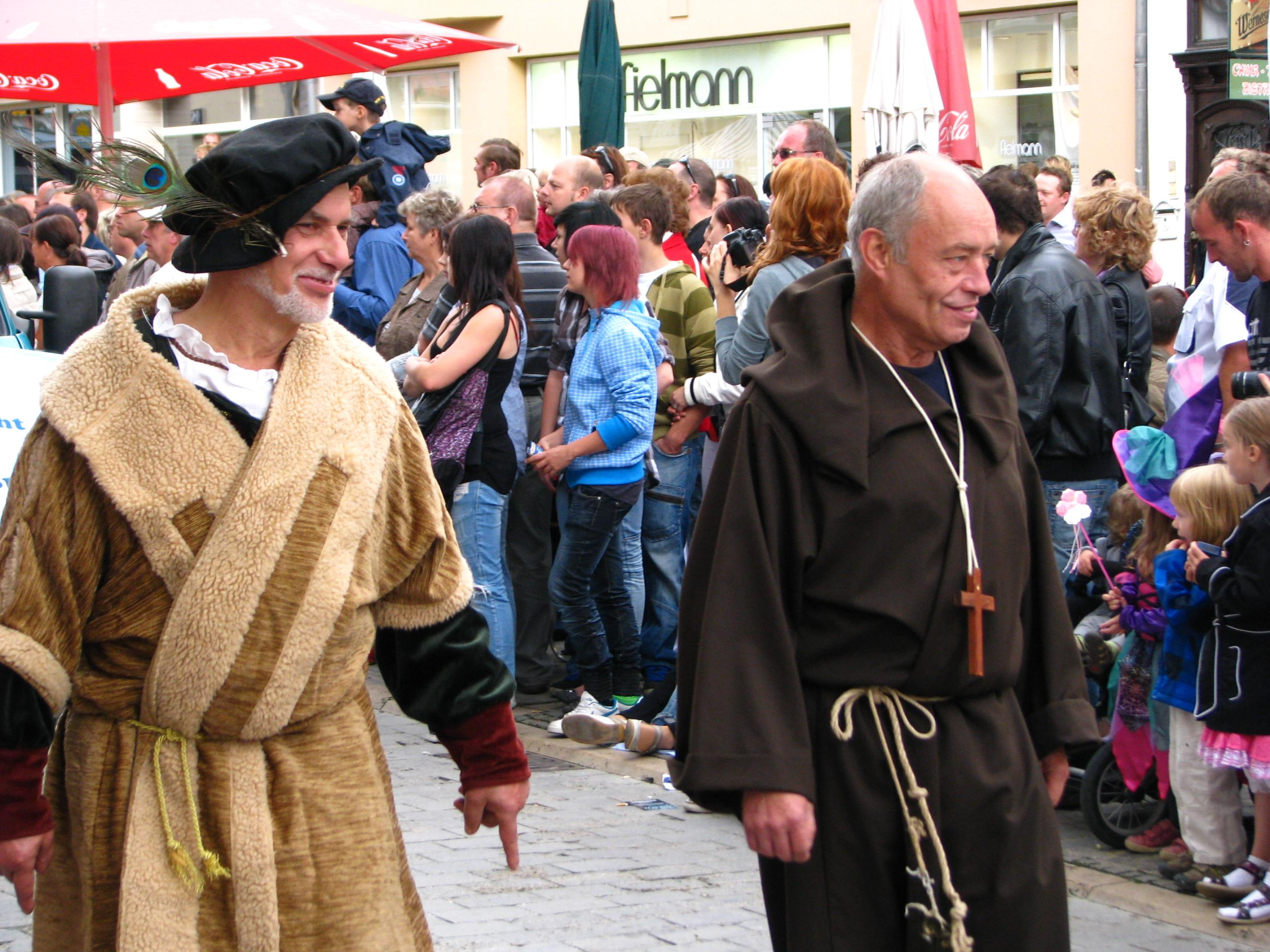
Historische Kostüme sind im Mühlhäuser Kirmesumzug beliebt

Die Stadt Mühlhausen/Thüringen rühmt sich mit der größten Stadtkirmes Deutschlands, dem seit 1877 von allen Kirchgemeinden gemeinsam gefeierten Weihfest.
Die Mühlhäuser Kirmes beginnt in aller Regel am Freitag der letzten Woche im Monat August und endet am Sonntag der darauffolgenden Woche, wobei das erste Wochenende als die „Große Kirmes“ und das darauffolgende Wochenende als „Kleine Kirmes“ bezeichnet wird.

## Übersicht
Die Ausrichtung der Kirmes obliegt dem Traditionsverein Mühlhäuser Heimatfeste e. V. Diesem gehören die Kirmesgemeinden als Mitglieder an. Der Traditionsverein hat einen Vorstand, dem der Kirmesoberbürgermeister vorsitzt. Die Kirmesgemeinden als Mitgliedsvereine haben jeweils einen Vorstand, dessen Vorsitzender aus Tradition Kirmesbürgermeister genannt wird. Im Gegensatz dazu wird die Kirmes in den ländlichen Gemeinden von unverheirateten Kirmesburschen ausgerichtet.
Im Jahr 2022 bestehen 26 Kirmesgemeinden, die ursprünglich auf die zur jeweiligen Stadtkirche gehörenden Viertel zurückzuführen waren (z. B. Sankt Jakobi). Im Laufe der Zeit entstanden jedoch unabhängig von den Kirchen weitere Kirmesgemeinden, die nun meist nach Straßennamen benannt wurden.
In der Kirmeswoche richtet jede Kirmesgemeinde ein eigenes Kultur- und Veranstaltungsprogramm aus. Veranstaltungsorte sind die Kirmeszelte und Festbauden auf den jeweiligen Festplätzen. Festbauden sind feste Häuser, die überwiegend dem Zweck der Kirmesfeierlichkeiten dienen. Beispiele sind die Schaffenbaude der Kirmesgemeinde (KG) Schaffentorstraße und die seit 1964 bestehende Baude der KG Frohsinn im Arbeitsdank, der Zinkengasse, der Weinbergstraße und der Mönchgasse.
Auf dem zentralen Festplatz, dem Blobach, ist traditionell ein Rummel aufgebaut, der von verschiedenen Schaustellern und Bewirtungsbetrieben ausgerichtet wird und an dem am zweiten Kirmes-Samstag ein Abschluss-Feuerwerk, gesponsert durch die Schausteller, stattfindet.
Straßen und Festplätze sind zur Kirmeszeit mit Wimpelketten, die Kirmesbäume mit Kirmesketten geschmückt. Diese Kirmesketten werden von den Kindern der Kirmesgemeinden und auch von Schulen und Kindergärten zusammengeklebt. Die Kirmesbäume sind meistens Fichten aus dem Mühlhäuser Stadtwald, die zur Kirmes an markanten Plätzen aufgestellt werden. Außerdem wird auch von jeder Kirmesgemeinde auf ihrem Festplatz ein Kirmesbaum aufgestellt, um den herum die Kinder Kirmeskreise tanzen können. Dazu werden traditionelle Kirmeslieder gesungen und Kinderspiele veranstaltet, wie beispielsweise der Hahnenschlag, eine Abwandlung des Topfschlagens. Ein mitwachsender Kirmesbaum steht auf dem Festplatz der KG Frohsinn. Eine große Rolle spielen die in den Jahren entstandenen Kirmeslieder, die zum Volksmusikgut der Stadt Mühlhausen zählen und zur Kirmeszeit gepflegt werden. Sie werden vor allem zu den Kinderspielen gesungen, von den Spielmannszügen gespielt und in den Mühlhäuser Schulen und Kindergärten gelehrt.

## Höhepunkt

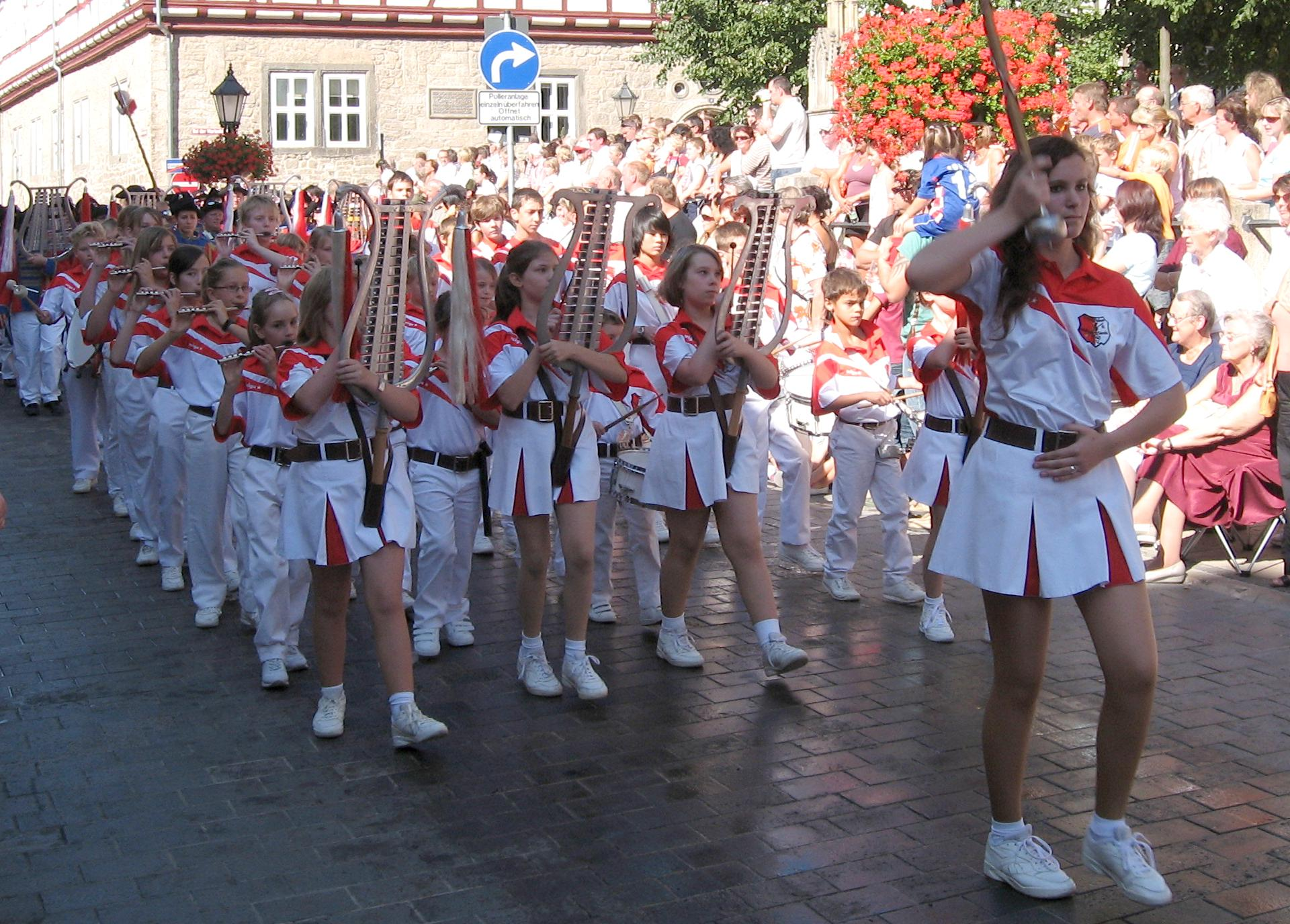
Mühlhäuser Spielmannszug beim Kirmesumzug 2008

Höhepunkt einer jeden Kirmes ist der Umzug durch die Mühlhäuser Altstadt, der alljährlich zehntausende Zuschauer anlockt. Er ist vergleichbar den Umzügen des rheinisch-westfälischen Karnevals. Verschiedene politische und stadthistorische Themen werden von den Kirmesgemeinden und anderen, am Umzug beteiligten Vereinen auf Umzugswagen oder in Verkleidungen der Marschgruppen dargestellt.

Mühlhäuser Kinder mit Kirmesbaum 1930

Eine wichtige Rolle beim Umzug und den Veranstaltungen der Kirmesgemeinden spielen die uniformierten Spielmannszüge. Sie sorgen mit lautstarken Klängen von Schellenbaum, Trommelpfeifen, Trommeln und Fanfaren am Morgen des Kirmes-Sonntags dafür, dass die Mühlhäuser und ihre Gäste rechtzeitig aufstehen.
Im Rahmen des Umzugs bringen die Spielmannszüge dem Oberbürgermeister der Stadt Mühlhausen ein Ständchen dar.
Tradition hat auch die Musikschau der einheimischen Spielmannszüge und Gastvereine auf dem Mühlhäuser Untermarkt am Nachmittag des ersten Kirmes-Samstags.
Mit dem Orgelkonzert in der Petrikirche und dem anschließenden Höhenfeuerwerk auf dem Blobach am zweiten Sonnabend endet die Kirmes schließlich nach neun Tagen.

## Kirmes kulinarisch
In einem der zahlreichen Bierzelte kann man in geselliger Runde unter anderem auch in Mühlhausen gebrautes Bier trinken.
Das Speisenangebot ist deftig, bevorzugt werden Schweinshaxe oder Rostbratwurst.
Da die Mühlhäuser Kirmes zur Pflaumenzeit stattfindet, bieten die Bäckereien traditionell Zwetschgenkuchen an.

## Rahmenprogramm
Begleitend zur Kirmes finden seit neuerer Zeit auch der Altstadtlauf am Kirmes-Samstag und der Handwerkermarkt statt, der von den Mühlhäuser Museen auf dem Kristanplatz abgehalten wird.
Tradition hat auch der Lampion- und Fackelumzug der Kinder in Begleitung der Mühlhäuser Spielmannszüge und des Oberbürgermeisters sowie des Kirmesoberbürgermeisters am Abend des „großen“ Kirmes-Sonntags.

## Kirmesgemeinden

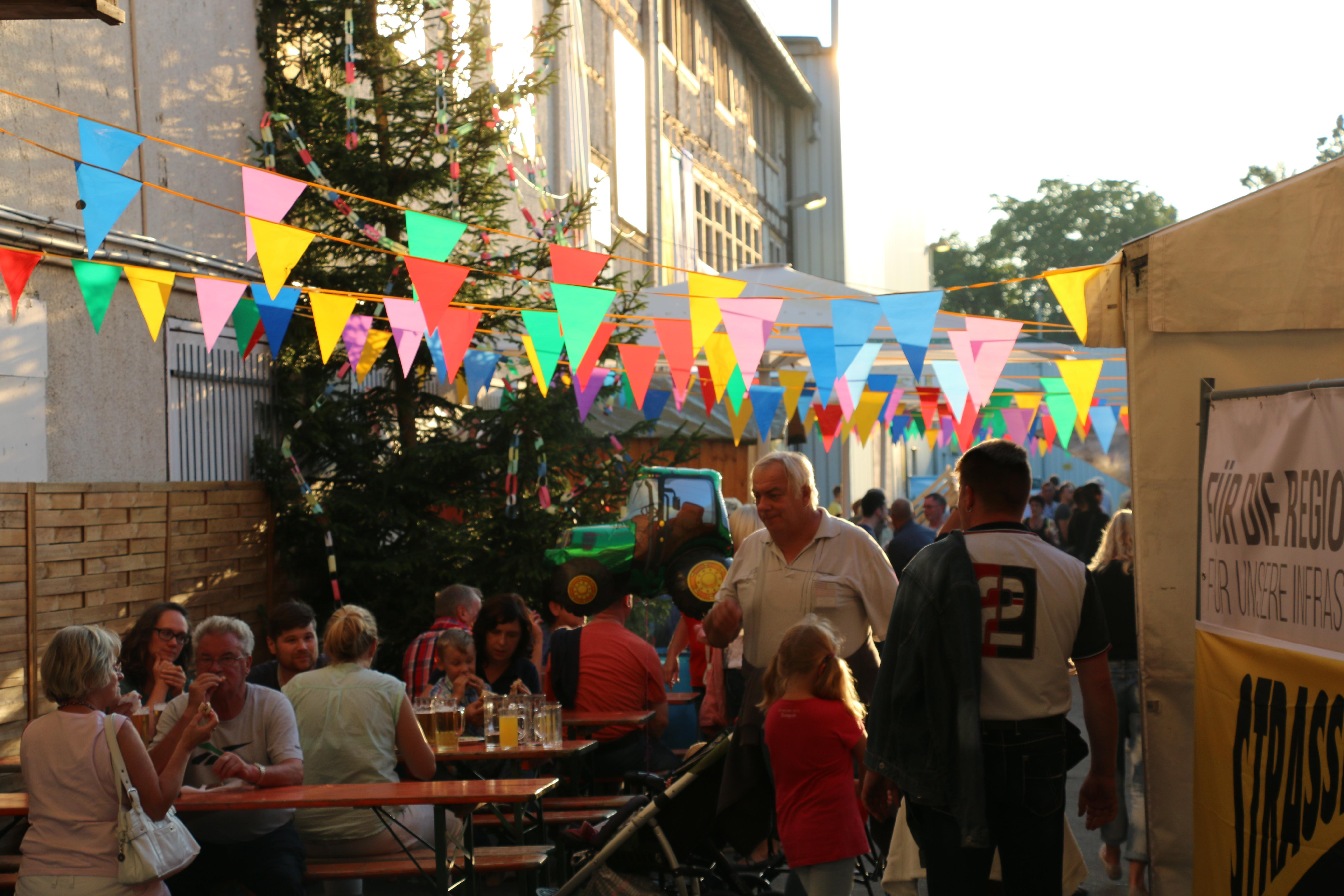
Kirmestrubel in den Mühlhäuser Kirmesgemeinden (hier KG „Am Rimbach“ zu Kirmes-Samstag 2015).

| Kirmesgemeinde                     | Bestehen                      | erster Kirmesbürgermeister | amtierender Kirmesbürgermeister |
| ---------------------------------- | ----------------------------- | -------------------------- | ------------------------------- |
| Aktivistenring II                  | seit 1965                     |                            | Jens Strohschein                |
| Am Kruchenplan                     | seit 1950                     |                            | Volker Schröder                 |
| Am Rimbach                         | seit 1877                     |                            | Uwe Anhalt                      |
| Arbeiterwohlfahrt                  | seit 1928                     |                            | Marcus Ahner                    |
| Arndtstraße/Prof.-Berger-Straße    | seit 1950                     | Heinrich Windolf           | Klaus Perlett                   |
| Feldstraße/Sondershäuser Straße    | seit 1898                     |                            | Sebastian Bachmann              |
| Frohsinn                           | seit 1948                     |                            | Mathias Spiller                 |
| Gartenstraße/Vor der Gartenstraße  | seit 1993                     |                            | Steven Hanauer                  |
| Gemütlichkeit Nach Feierabend      | seit 1948                     | Willi Heese                | Peter Albrecht                  |
| Kräuterstraße                      | seit 1909                     |                            | Hans-Ullrich Thurau             |
| Mittelstraße                       | seit 1974                     |                            | Marion Schmidt                  |
| Mittlere Wanfrieder Straße         | 1948–1968 1978–1986 seit 2010 | Annemarie Klein            | Sylvia Biebrach                 |
| Mönchgasse                         | seit 1947                     |                            | Volker Zieger                   |
| Obere Grünstraße                   | seit 1888                     |                            | Daniela Breitenstein            |
| Obere Weinbergstraße/Graßhofstraße | seit 1939                     |                            | Daniel Probandt                 |
| Sankt Jakobi                       | seit 1834                     |                            | Andreas Huck                    |
| Schaffentorstraße                  | seit 1877                     |                            | Wieland Eisenhardt              |
| Spielmannszug                      | seit 1962                     |                            | Jens Bardelle                   |
| Untere Rosenstraße                 | seit 1985                     | Bernd Kürbis               | Peggy Augener                   |
| Viktoriastraße                     | seit 1929                     |                            | Andreas Schreiber               |
| Vogteier Platz                     | seit 1947                     | Frau J. Kleinschmidt       | Peter Bellstedt                 |
| Webergasse                         | seit 2019                     |                            | Thomas Tschacher                |
| Weg zum Eigenheim                  | seit 1955                     |                            | Patrick Schanda                 |
| Wendewehr/Weiße Mäuse              | seit 1947                     |                            | André Lehmann                   |
| Zinkengasse                        | seit 1883                     |                            | Dietmar Kroh                    |
| Zöllnersgasse                      | seit 1883                     | Max Burghardt              | Frank Westergerling             |

## Kirmesoberbürgermeister
Der Kirmesoberbürgermeister wird von den Kirmesbürgermeistern der Mühlhäuser Kirmesgemeinden in geheimer Wahl zum Oberhaupt der Mühlhäuser Stadtkirmes gewählt. In der jüngeren Vergangenheit waren bzw. sind dies:
- 1972–2010: Günter Würfel
- 2010–2019: Helmut Mey[3]
- seit 2019: Steffen Gretsch[4]

## Besonderheiten
- Langjähriger Kirmesoberbürgermeister war Günter Würfel. Er bekleidete das Amt seit 1972 bis zu seinem Tod im Jahr 2010. 2004 war ihm für seine Verdienste die Ehrenbürgerschaft der Stadt Mühlhausen verliehen worden. Jahrelang ging er an der Spitze des Kirmesumzuges. 2010 wurde dort ihm zu Ehren ein überlebensgroßes Bildnis mitgeführt.
- Die 132. Kirmes im Jahre 2009 wurde auf Grund der am traditionellen Termin stattfindenden Wahl zum Thüringer Landtag um eine Woche verlegt, begann also erst am ersten Septemberwochenende.
- Im Jahr 2020 wurde die Kirmes aufgrund der Coronapandemie komplett abgesagt; 2021 fielen zentrale Veranstaltungen wie Umzug und Altstadtlauf aus, der Rummel auf dem Blobach fand jedoch statt.

## Sagen

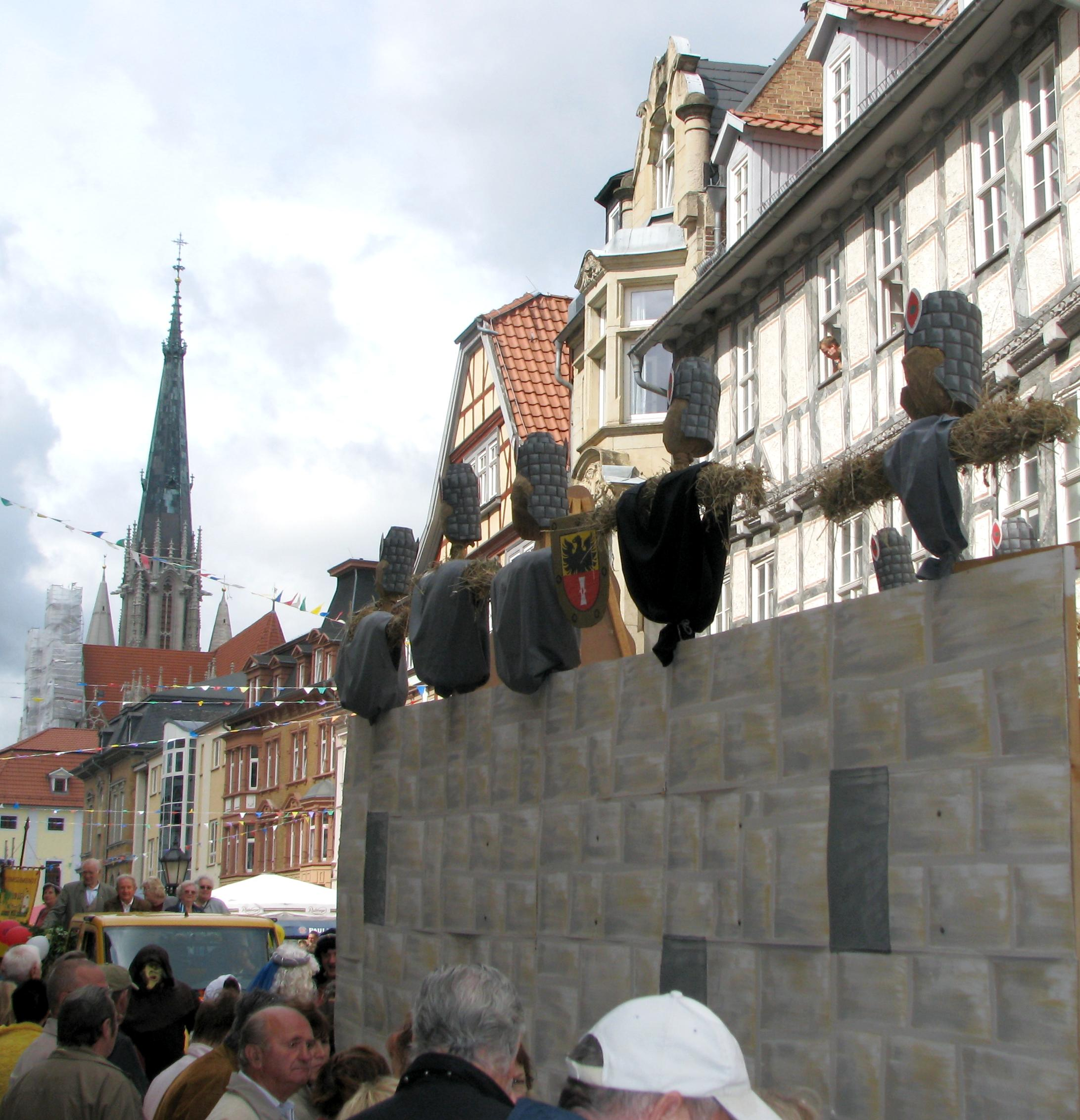
Motivwagen „Blinde Hessen“ 2010

Eine in Mühlhausen und Umgebung verbreitete Sage, die oft als Motivwagen bei der Mühlhäuser Kirmes dargestellt wird, berichtet, dass die Stadt von einer hessischen Streitmacht und von Eichsfelder Raubrittern angegriffen werden sollte.
Die Mühlhäuser wollten sich ein zu diesem Zeitpunkt stattfindendes Fest nicht verderben lassen. Deshalb hatten sich die Mühlhäuser Frauen eine List ausgedacht. Sie stellten als Täuschung schwer gerüstete Pflöcke auf die Stadtmauer. Die Hessen nahmen die Stadt von weitem in Augenschein. Als sie diese in scheinbar voller Wehr und gut bemannt vorfanden, entschlossen sie sich, die Stadt nicht anzugreifen und weiter zu ziehen. Seitdem spricht man in Mühlhausen von den „blinden Hessen“ und die Mühlhäuser werden seit diesem Tag auch „Mühlhäuser Pflöcke“ genannt.